# P. T. Barnum

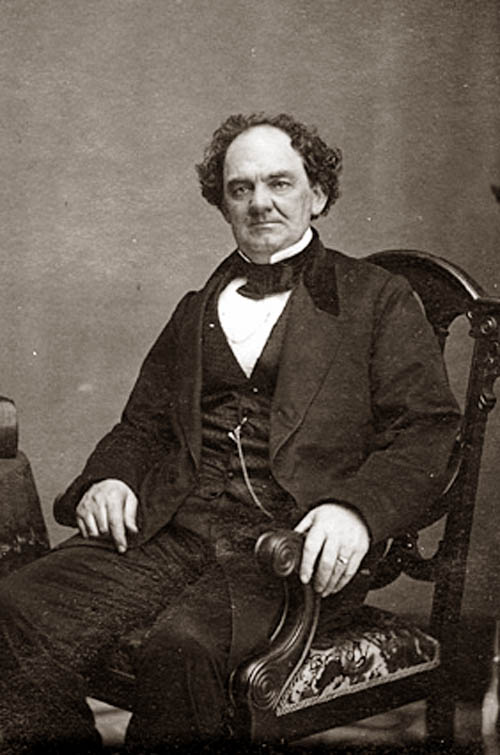
Phineas Taylor Barnum, Fotografie des Mathew-Brady-Studios

Phineas Taylor Barnum (* 5. Juli 1810 in Bethel, Connecticut; † 7. April 1891 in Bridgeport, Connecticut) war ein US-amerikanischer Zirkuspionier und Politiker.

## Leben
Barnum, Sohn eines Gastwirts und Ladenbesitzers, begann seine Lehrzeit in kleinen Einzelhandelsgeschäften im Bundesstaat Connecticut. Schon als junger Mann führte er einen kleinen Laden in seiner Heimatstadt, verkaufte Lotterielose in mehreren Annahmestellen und gründete eine Zeitung. 1834 zog er mit seiner Frau Charity und seiner kleinen Tochter Caroline nach New York, um dort sein Glück zu finden. Nachdem Barnum zunächst keine feste Stelle fand, „erwarb“ er 1835 die angeblich 161 Jahre alte Amme von George Washington, die er für Geld ausstellte. Die blinde und gebrechliche alte Afroamerikanerin namens Joyce Heth unterhielt das Publikum mit Anekdoten aus Washingtons Leben und Gospeln. Sie war Barnums Einstieg ins Schaustellergewerbe. Erst nach ihrem Tod im folgenden Jahr wurde durch eine Obduktion, an der der geschäftstüchtige Barnum gut verdient haben soll, festgestellt, dass sie höchstens 80 Jahre alt gewesen sein konnte. In den nächsten Jahren tingelte er mit verschiedenen Wanderzirkussen quer durch den Osten und Süden der USA.
P. T. Barnum starb im Alter von 80 Jahren. Er wurde auf dem Mountain Grove Cemetery in Bridgeport, Connecticut, beigesetzt.

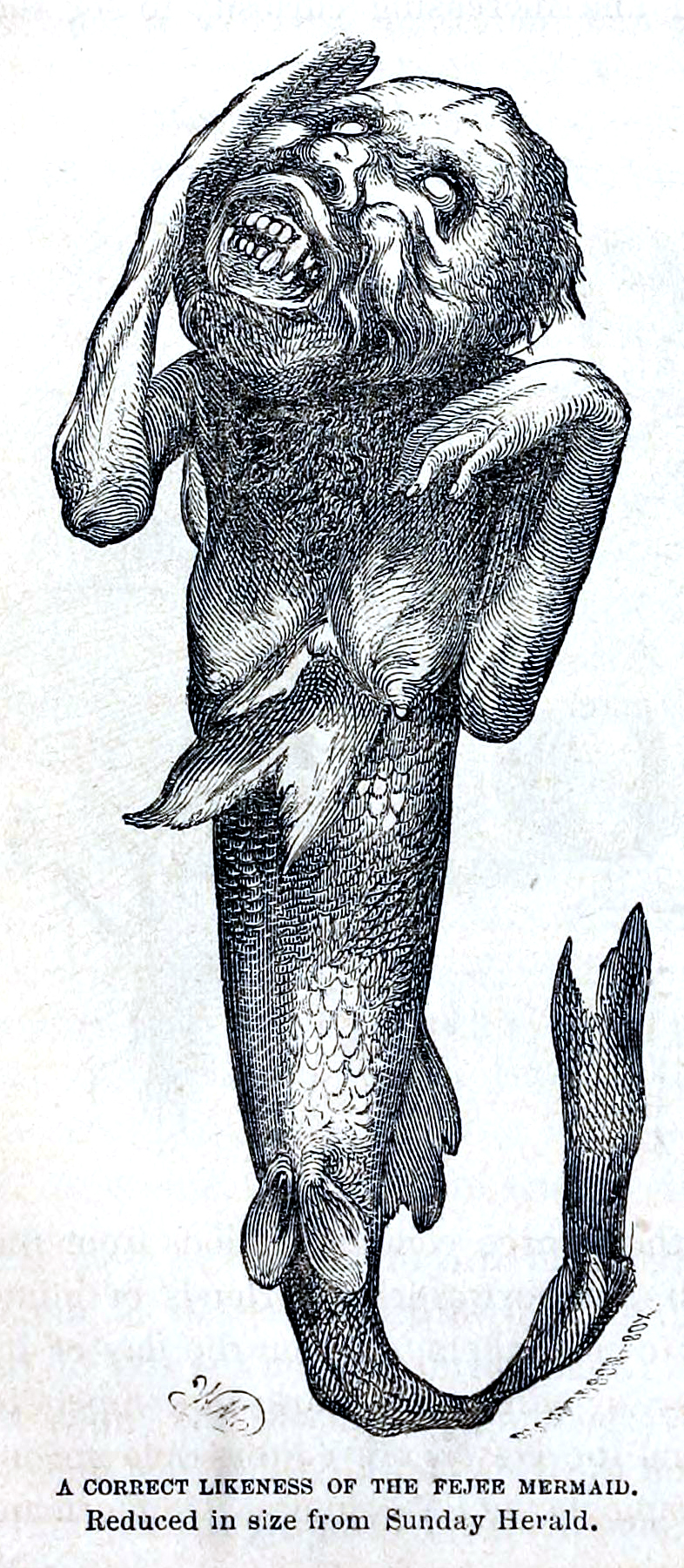
P. T. Barnums Meerjungfrau

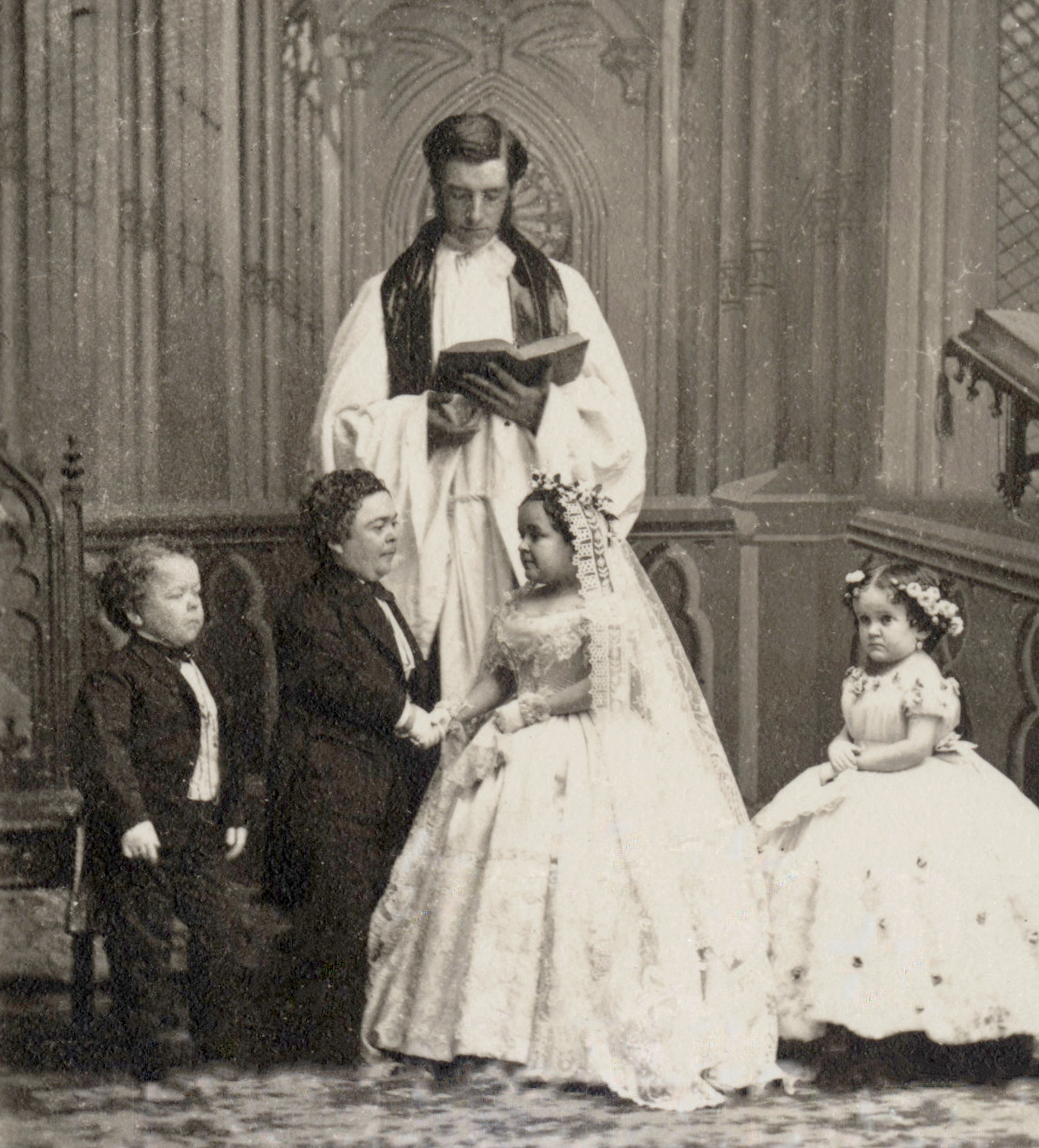
Die Hochzeit von Charles Sherwood Stratton, Künstlername General Tom Thumb (2. v. l.), mit Lavinia Warren 1863 war Titelstory amerikanischer Zeitungen. Mathew-Brady-Studio

## Karriere als Schausteller
Barnum übernahm im Jahr 1841 das American Museum in New York und baute es zu einem der größten Unterhaltungsspektakel des 19. Jahrhunderts aus. Neben den Ausstellungen, die eine große Ansammlung von allem, was irgendwie interessant sein konnte, darstellten, half ihm dabei vor allem sein Talent zur Inszenierung und zur offensiven Öffentlichkeitsarbeit. Jeder neue Programmpunkt wurde intensiv mit Plakaten und in Zeitungen als „Sensation“ beworben. Dazu schrieb Barnum Artikel und Leserbriefe für verschiedene Zeitungen, um seine Ausstellung immer wieder zum Gesprächsthema zu machen. Auch vor Bluffs, inszenierten Wettbewerben und Betrügereien schreckte er nicht zurück. So gab sich einer seiner Mitarbeiter als Doktor aus London aus, um eine „Fidschi-Meerjungfrau“ zu propagieren. Diese bestand aus dem Oberkörper eines Affen, der geschickt auf einem Fischleib angebracht war, und wurde 1842 zu der Sensation in New York.

### Das Kuriositätenkabinett
Vor allem durch solcherart geschickte PR-Kampagnen wurde das Amerikanische Museum, das in den Folgejahren mit zwei weiteren Sammlungen zusammengelegt wurde, zu einem Besuchermagneten: In den 23 Jahren unter Barnums Leitung soll es 38 Millionen Besucher gehabt haben.
Die Sammlung war eine Mischung aus Kuriositätenkabinett und völkerkundlicher Ausstellung; allerdings gab es in ihr nicht einmal ansatzweise den Versuch einer wissenschaftlichen Gliederung. Hauptsächliche Aufnahmekriterien waren die Seltenheit eines Exponats und dessen dramaturgischer Wert. Dazu gehörten beispielsweise in der Anfangszeit ausgestopfte Vögel, exotische Musikinstrumente, eine Sammlung von Rüstungen, die Gipsbüste eines „Kannibalenhäuptlings“, ein Modell von Paris und der Niagarafälle, verschiedene Automaten, mechanische Figuren, Mumien, Skelette, ein eine Strickmaschine bedienender Hund, ein Python, ein Orang-Utan, ein Flohzirkus, ein Bauchredner sowie eine handlesende Zigeunerin.

### Menschen- und Tiershows
Neben Künstlern und Artisten war der Zirkus auch berühmt für seine Darsteller, die sich besonders durch körperliche Merkmale auszeichneten. Dicke Frauen, „lebende Skelette“, Albinos, Siamesische Zwillinge, Zwerge, Riesen, „das Bindeglied zwischen Mensch und Affen“, Männer und Frauen ohne Kopf, Arme oder Unterleib, der wahre Kaspar Hauser und andere Seltsamkeiten. Die Beschaffung der Darsteller war dabei noch abenteuerlicher, als ihre Geschichten vermuten lassen. Zwei „wiederentdeckte Aztekenkinder“ kamen eigentlich aus einem Heim für geistig Behinderte und wurden danach wieder dorthin abgeschoben. Das „Bindeglied zwischen Mensch und Affe“ war ein ebenfalls geistig behinderter Schwarzer, dem es vertraglich verboten war, seine wahre Identität zu enthüllen.

### Der „Riese von Cardiff“
1869 zählte Barnum zu den ersten Besuchern der Fundstelle des angeblichen Riesen von Cardiff in Cardiff (New York), dessen Gebeine sich später als Fälschung entpuppten. Mit einer Nachbildung führte er fortan die anreisenden Touristen in die Irre. Nach Bekanntwerden des ursprünglichen Schwindels entwickelte sich seine Ausstellung zum eigentlichen Renner.

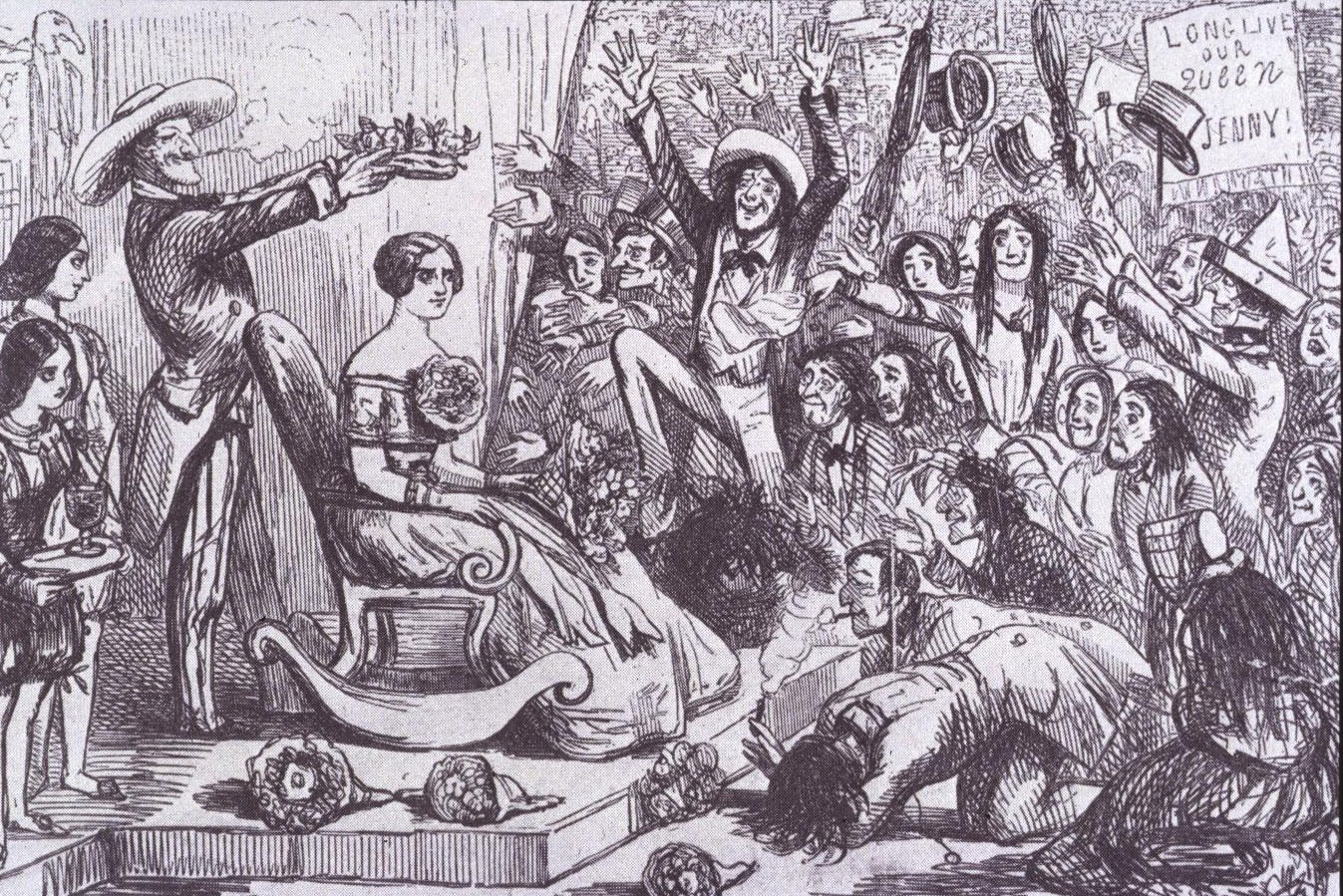
Zeitgenössische Karikatur auf Barnums Tournee mit Jenny Lind

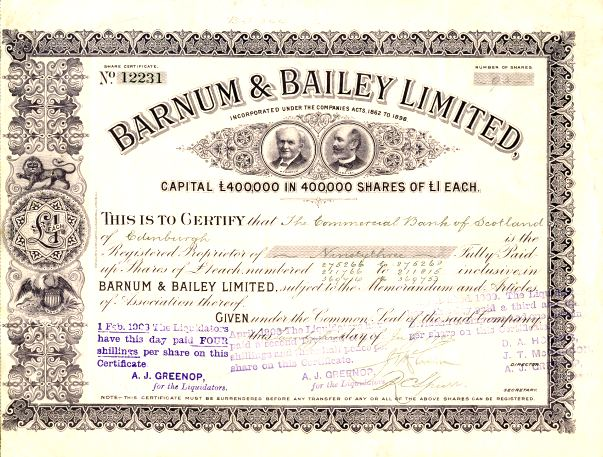
Aktie von Barnum & Bailey

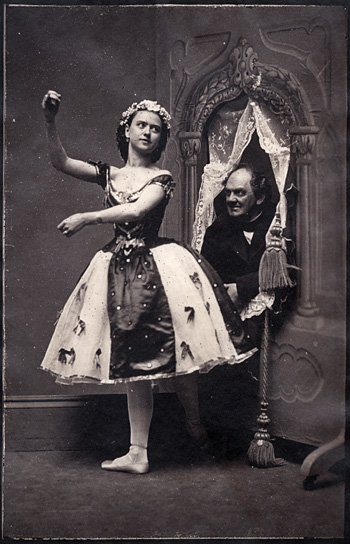
P. T. Barnum mit Ernestine de Faiber, Sängerin und Tänzerin. Mathew-Brady-Studio

### Wanderzirkus

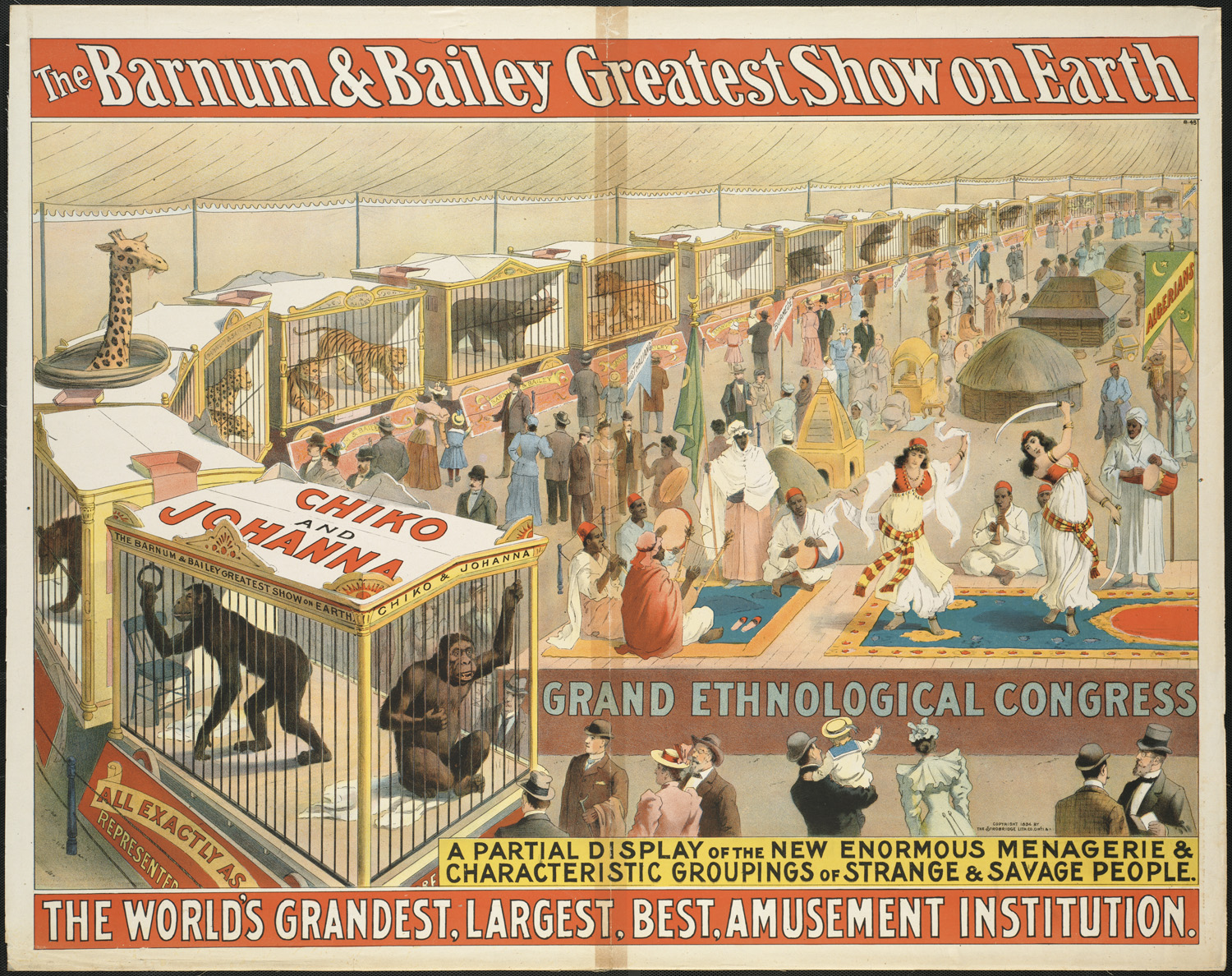
Werbeplakat Barnum&Bailey, 1894

Barnum versuchte sein Ansehen zu erhöhen, indem er 1851 mit hohem finanziellen Risiko in Form einer Wandermenagerie eine Tournee der schwedischen Sängerin Jenny Lind durch die USA organisierte. Lind, die vorher in den Vereinigten Staaten weitgehend unbekannt gewesen war, wurde innerhalb weniger Wochen zu einem nationalen Ereignis. Die Läden waren gefüllt mit Jenny-Lind-Hauben, -Schals, -Handschuhen, -Puppen, -Kämmen, -Kuchen, -Konfekt und ähnlichen Souvenirs. Auch hierfür war im Wesentlichen Barnums geschickte Werbearbeit verantwortlich. Die Tournee wurde ein großer Erfolg und dauerte bis 1852. Barnum war danach ein gemachter Mann.
Das American Museum ging 1856 das erste Mal bankrott: Barnum hatte sich mit Immobiliengeschäften verspekuliert. Nachdem das Gebäude 1865 und 1868 zweimal niederbrannte, änderte er das Geschäftskonzept und gründete 1871 erneut einen mobilen Zirkus; auch in den Jahrzehnten zuvor hatte Barnum bereits immer wieder Wanderzirkusse organisiert und dabei viel Geld verdient. Jumbo, der König der Elefanten, von Barnum 1882 für 10.000 Dollar vom Londoner Zoo erworben, brachte ihm in den Jahren 1882 bis 1885 in einer Tournee in Form einer Wandermenagerie durch die USA und Kanada anderthalb Millionen Dollar ein.
1885 fusionierte Barnum mit dem Schausteller James A. Bailey zu Barnum and Bailey: The Greatest Show on Earth. Der Zirkus behandelte die ausgestellten Tiere wie sonstige Ausstellungsstücke; in den 1880er Jahren geriet Barnum in einen langwierigen Rechtsstreit mit dem US-amerikanischen Tierschutzverein ASPCA. Teil der Attraktionen war die  Völkerschau „Ethnological Congress of Strange Tribes“, in der „exotisch“ wirkende Menschen vorgeführt wurden, darunter Sioux, Zulus, Asiaten und Aborigines, die mit fragwürdigen Methoden angeworben wurden, so die Gruppe um Sussy Dakaro.
1907 wurde das Unternehmen in den seriösen Zirkus des erfolgreichen Familienclans Ringling Brothers übernommen und firmierte danach als Ringling Bros. and Barnum & Bailey Circus.

## Öffentliches Engagement
Barnum gehörte von 1865 bis 1866 sowie von 1877 bis 1879 dem Repräsentantenhaus von Connecticut an; außerdem war er von 1875 bis 1876 Bürgermeister von Bridgeport. Er versuchte 1867 für die Republikaner in den Kongress einzuziehen. Dabei scheiterte er aber an seinem für die Demokraten kandidierenden Cousin William Henry Barnum, was auch an seinem Ruf als windiger Geschäftemacher gelegen haben könnte. Nicht umsonst wurde er „König Humbug“ genannt, obschon Barnum selbst sich diesen Spitznamen einst verpasst hatte. Barnum stiftete allerdings auch viel Geld für verschiedene Forschungseinrichtungen, engagierte sich im Kampf gegen die Sklaverei und gegen den Alkoholismus. Dem Tufts College in Medford, Massachusetts, stiftete er das Barnum Museum of Natural History, in dem der ausgestopfte Jumbo, Barnums berühmter Tournee-Elefant, aufgestellt wurde und bis zu einem Brand 1975 eine Attraktion war.

## Rezeption
In den Notizbüchern von Ralph Waldo Emerson (1803–1882) diente Barnum als Symbol für alles, was an den USA nicht in Ordnung war. Nach ihm ist der Barnum-Effekt in der Psychologie benannt. Victor Klemperer (1881–1960) bezeichnete in seiner Abhandlung LTI – Notizbuch eines Philologen (erschienen 1947) die Propaganda des Dritten Reichs als „Barnumiade“.
Wallace Beery verkörperte P. T. Barnum gleich in zwei Spielfilmen: 1930 in Jenny Lind und 1934 in der als Komödie konzipierten Filmbiografie Zirkus Barnum. Cy Coleman verarbeitete 1980 das Leben Barnums in dem Broadway-Musical Barnum. Burt Lancaster spielte P. T. Barnum 1986 in dem amerikanischen Fernsehfilm Barnum von Lee Philips mit Hanna Schygulla als Jenny Lind.  In dem Film Gangs of New York von 2002 tauchte P. T. Barnum, verkörpert von  Roger Ashton-Griffiths, als Nebenfigur auf. Im Jahr 2017 erschien unter dem Titel Greatest Showman (Im Original: The Greatest Showman) ein Film über Barnum, gespielt von Hugh Jackman.
In seinem Song Nighthawk Postcards (from Easy Street), das sich auf dem Album Nighthawks at the Diner von 1975 befindet, erwähnt der Musiker Tom Waits die Person P.T. Barnum.

## Schriften
- König Humbug. Sein Leben, von ihm selbst erzählt. Berlin 2001, ISBN 3-7466-1725-1